# Vytautas Markevičius
Vytautas Markevičius (ur. 4 stycznia 1962 we wsi Milvyda w rejonie orańskim) – litewski prawnik, adwokat, polityk, minister spraw wewnętrznych w latach 2000–2001, minister sprawiedliwości w latach 2001–2004.

## Życiorys
W 1985 ukończył studia na Wydziale Prawa Uniwersytetu Wileńskiego. Po ukończeniu studiów pracował w prokuraturze miejskiej w Wilnie. W 1991 objął stanowisko kierownika wydziału ochrony prawa w administracji Rządu Republiki Litewskiej. W latach 1993–1994 był prawnikiem litewsko-duńskiej spółki Clan-Balt. W 1995 podjął praktykę w zawodzie zawód adwokata.
W latach 1999–2000 pełnił funkcję wiceministra, a od 9 listopada 2000 ministra spraw wewnętrznych w gabinecie Rolandasa Paksasa (z rekomendacji Nowego Związku). Od 12 lipca 2001 do 14 grudnia 2004 był ministrem sprawiedliwości w rządzie Algirdasa Brazauskasa.
W 2005 powrócił do zawodu adwokata, w 2006 został partnerem w kancelarii prawniczej „Markevičius, Gerasičkinas ir partneriai”.